# Мара Ръдърфорд
Мара Ръдърфорд (на английски: Mara Rutherford) е американска писателка на произведения в жанра фентъзи.

## Биография и творчество
Мара Ръдърфорд е родена на 29 февруари 1980 г. в Калифорния, САЩ, като една от три близначки. Получава магистърска степен по културни изследвания от Лондонския университет. След дипломирането си работи като журналист в Калифорния. Омъжва се за морски пехотинец, който впоследствие работи на дипломатическа служба.
Първият ѝ роман „Корона от корал и перли“ от едноименната поредица е издаден през 2019 г. Океанският народ на Вариния живее бедно, но във водите под колибите има ценни розови перли в близост до смъртоносни кървави корали. Варинийците трябва да определят избраница, която да стане кралица на Илара, и по случайност това се оказва Нор. В мрачния планински дворец Нор открива таен заговор срещу народа си, срещу който трябва да се бори. Романът става бестселър и я прави известна, а тя се посвещава на писателската си кариера.
Мара Ръдърфорд живее със семейството си на различни места по света.

## Произведения

### Самостоятелни романи
- Luminous (2021)[1][2]
- The Poison Season (2022)
- A Multitude of Dreams (2023)

### Поредица „Корона от корал и перли“ (Crown of Coral and Pearl)
1. Crown of Coral and Pearl (2019)[1][2][3]
Корона от корал и перли, изд.: „Емас“, София (2021), прев. Емилия Ничева-Карастойчева
2. Kingdom of Sea and Stone (2020)
Кралство от море и камък, изд.: „Емас“, София (2022), прев. Емилия Ничева-Карастойчева